# The Doors in Concert
The Doors In Concert je postumno izdanje koncertnih izvedbi koja su se prije mogla naći na "Absolutely Live", "Alive She Cried" i "Live At The Hollywood Bowl". Album je izdan 1991. godine. Sastoji se od dva cd-a. Na prvom cd-u se nalazi u cijelosti album "Absolutely Live" osim "Close To You" koja se nalazi na drugom cd-u. Na drugom cd-u se također nalazi u cijelosti album "Alive She Cried", dvije pjesme s "Live At The Hollywood Bowl", "Close To You" s "Absolutely Live" te remix "Roadhouse Blues" koji je sastavljen s koncerata u New Yorku i Detroitu. Ovaj album možda i nije baš nešto posebno ali velika je vrijednost za ljubitelje koncertnih izdanja.

## Popis pjesama
CD 1
1. House Announcer
2. WHO DO YOU LOVE (Bo Diddley)

Medley:
1. Alabama Song (Whiskey Bar)
2. Back Door Man
3. Love Hides
4. Five To One
5. BUILD ME A WOMAN
6. WHEN THE MUSIC'S OVER
7. UNIVERSAL MIND
8. PETITION THE LORD WITH PRAYER

Medley:
1. Dead Cats, Dead Rats
2. Break On Through (To the Other Side)

THE CELEBRATION OF THE LIZARD:
1. Lions In The Street
2. Wake Up!
3. A Little Game
4. The Hill Dwellers
5. Not To Touch The Earth
6. The Names Of The Kingdom
7. The Palace Of Exile
8. SOUL KITCHEN

CD 2
1. ROADHOUSE BLUES
2. GLORIA
3. LIGHT MY FIRE (including GRAVEYARD POEM)
4. YOU MAKE ME REAL
5. TEXAS RADIO & THE BIG BEAT
6. LOVE ME TWO TIMES
7. LITTLE RED ROOSTER (featuring John Sebastian on Harmonica)
8. MOONLIGHT DRIVE (including HORSE LATITUDES)
9. CLOSE TO YOU
10. THE UNKNOWN SOLDIER
11. THE END